# Désiré André
Désiré André (Antoine Désiré André) (Lyon, 29 de março de 1840 — Paris, 12 de setembro de 1917) foi um matemático francês. É mais conhecido por seu trabalho sobre números de Catalan e permutações alternadas.
Filho de Auguste Antoine Désiré André, sapateiro em Lyon, e sua mulher Antoinette Magdalene Jar. Entrou na Escola Normal Superior de Paris em 1860 e passou na Agrégation (direito de exercer a função de professor público) em matemática em 1863. Defendeu sua tese de doutorado em 25 de março de 1877.
Foi aluno de Charles Hermite e Joseph Bertrand.
Começou a trabalhar como professor no Lycée de Troyes, depois foi para o Collège Sainte-Barbe, seguiu para a Universidade da Borgonha e finalmente foi professor do Collège Stanislas de Paris, de 1885 a 1900.

## Obras
- Mémoire sur les permutations quasi-alternées[ligação inativa]
- Sur les permutations alternées[ligação inativa]
- L'Arithmétique des écoles primaires
- Thesis
- Works[ligação inativa]